# THINKING (음반)
《THINKING》은 지코의 첫번째 정규앨범으로 두개의 앨범으로 나뉘어 있으며, Jvcki Wai, 염따, 페노메코 등등이 피쳐링을 했다.

## Part.1 수록곡
1. 천둥벌거숭이 (Feat. Jvcki Wai, 염따)
2. 걘 아니야
3. 사람
4. 극
5. One-man show (Feat. Sik-K)

## Part.2 수록곡
1. another level (Feat. 페노메코)
2. 남겨짐에 대해 (Feat. 다운)
3. Dystopia
4. Balloon
5. 꽃말 (Feat. 제휘)